# Ammobates
Genre
Synonymes
- sous-genre Ammobates (Caesarea) Friese, 1911[2]
- Ammobatoides Schenck, 1869[2]
- sous-genre Pasites (Ebmeriana) Pagliano & Scaramozzino, 1990[2]
- sous-genre Pasites (Micropasites) Warncke, 1983[2]
- Phileremus Latreille, 1809[2]

Ammobates est un genre d'insectes hyménoptères de la famille des Apidae.

## Liste des espèces
Selon ITIS (10 mai 2019) :
- Ammobates ancylae (Warncke, 1983)
- Ammobates armeniacus Morawitz, 1876
- Ammobates assimilis (Warncke, 1983)
- Ammobates atrorufus (Warncke, 1983)
- Ammobates aurantiacus Popov, 1951
- Ammobates auster Eardley, 1997
- Ammobates baueri (Warncke, 1983)
- Ammobates biastoides Friese, 1895
- Ammobates buteus (Warncke, 1983)
- Ammobates chinospilus Baker, 1974
- Ammobates cinnamomeus Engel, 2008
- Ammobates cockerelli Popov, 1951
- Ammobates depressus Friese, 1911
- Ammobates dubius Benoist, 1961
- Ammobates dusmeti Popov, 1951
- Ammobates handlirschi Friese, 1895
- Ammobates hipponensis Pérez, 1902
- Ammobates iranicus (Warncke, 1983)
- Ammobates latitarsis Friese, 1899
- Ammobates lativalvis Popov, 1951
- Ammobates lebedevi Popov, 1951
- Ammobates mavromoustakisi Popov, 1944
- Ammobates maxschwarzi Engel, 2008
- Ammobates minor (Pérez, 1902)
- Ammobates minutissimus Mavromoustakis, 1959
- Ammobates monticolus Warncke, 1985
- Ammobates muticus Spinola, 1843
- Ammobates mutinensis Heinrich, 1977
- Ammobates nigrinus Morawitz, 1875
- Ammobates niveatus (Spinola, 1838)
- Ammobates obscuratus Morawitz, 1894
- Ammobates opacus Popov, 1951
- Ammobates oraniensis (Lepeletier, 1841)
- Ammobates oxianus Popov, 1951
- Ammobates persicus Mavromoustakis, 1968
- Ammobates punctatus (Fabricius, 1804)
- Ammobates robustus Friese, 1896
- Ammobates roseus Morawitz, 1895
- Ammobates rostratus Friese, 1899
- Ammobates rufiventris Latreille, 1809
- Ammobates sanguineus Friese, 1911
- Ammobates semitorquatus (Warncke, 1983)
- Ammobates similis Mocsáry, 1894
- Ammobates solitarius Nurse, 1904
- Ammobates syriacus Friese, 1899
- Ammobates teheranicus Mavromoustakis, 1968
- Ammobates turanicus Popov, 1951
- Ammobates verhoeffi Mavromoustakis, 1959
- Ammobates vinctus Gerstäcker, 1869